# 伯特纳姆提德县

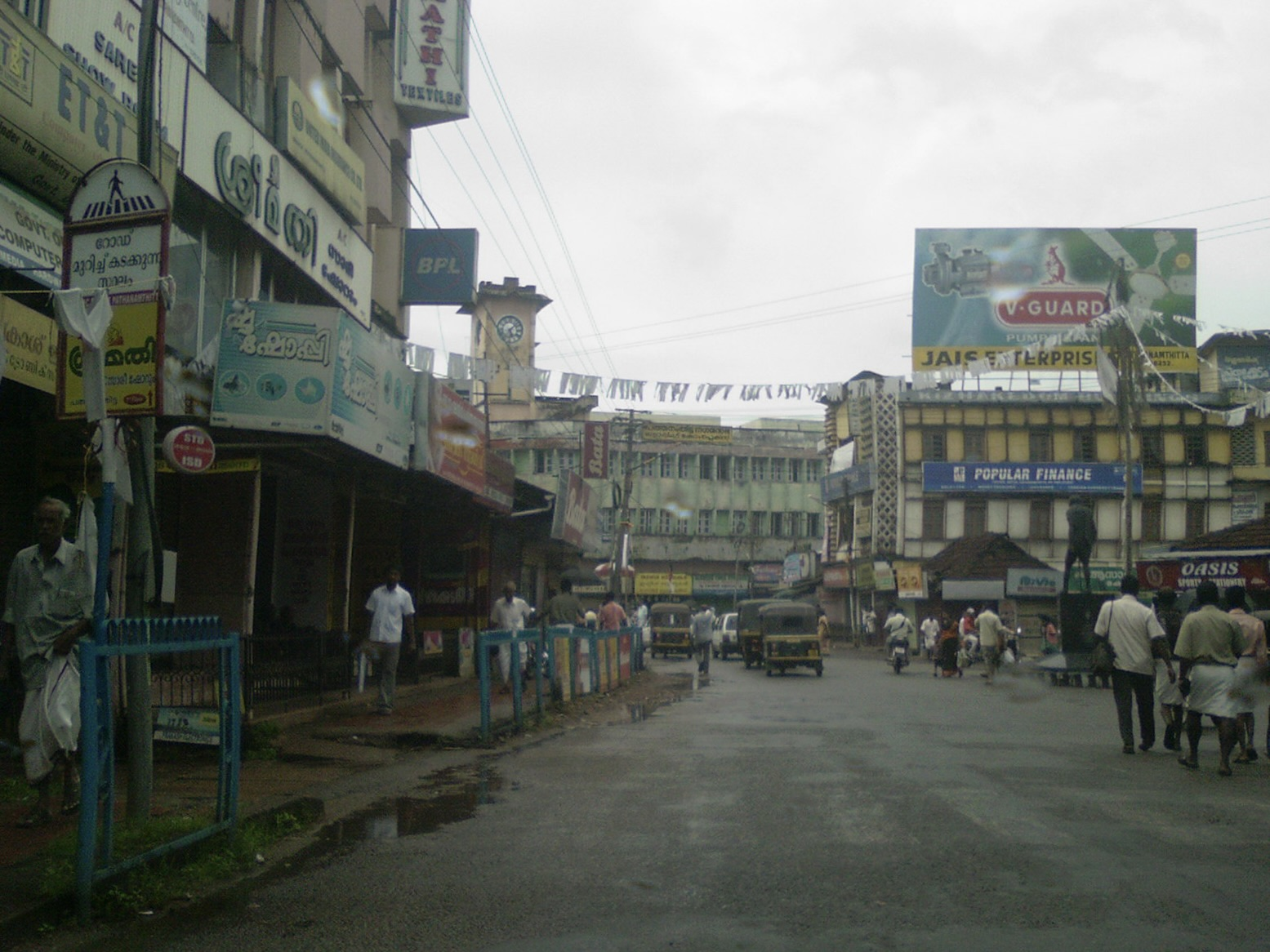

伯特纳姆提德县（Pathanamthitta district）是印度喀拉拉邦的一個縣，位於該國西南部，面積2,637平方公里，一半土地是農業用地，2011年人口1,197,412，人口密度每平方公里453人。